# Hongze, Huai'an
Hongze är ett härad i Jiangsu-provinsen i östra Kina. Orten har fått sitt namn efter den intilliggande Hongzesjön.